# Jörg Blaurock
Jörg Blaurock (Spitzname), eigentlich Jörg (Georg) Cajacob (* um 1492 in Bonaduz, Kanton Graubünden; † 6. September 1529 in Klausen, Tirol), war ein römisch-katholischer Priester und später eine führende Persönlichkeit der Radikalen Reformation. Er gilt als der erste gläubig Getaufte der Reformationszeit und starb als Märtyrer der Täuferbewegung. Sein Wirkungsgebiet als Täufer war vor allem das Umland Zürichs, das Berner Gebiet, die Ostschweiz und Südtirol.

## Name
In den Quellen zur Geschichte der Täufer in der Schweiz variieren sowohl der Vorname als auch der Zuname des ehemaligen Priesters und späteren Täuferführers. Während die in den Quellen belegten Vornamen (Jerg, Jöre, Jörg, Jöry, Jorg) sich allesamt etymologisch von Georg herleiten und mundartliche Ausbildungen dieses Namens darstellen, sind die vorfindlichen Zunamen unterschiedlicher Natur: Cajacob, von Chur, vom hauß (huß) Jacob und von Husen. Bei dem Zunamen Blaurock (andere Schreibweisen: Blauwrock, Blawrack, Blawrock, Blawrok, Plawrok), der hauptsächlich Verwendung findet, handelt es sich um einen Spitznamen. Dessen Herkunft wird im folgenden Kapitel erklärt.

## Anfänge

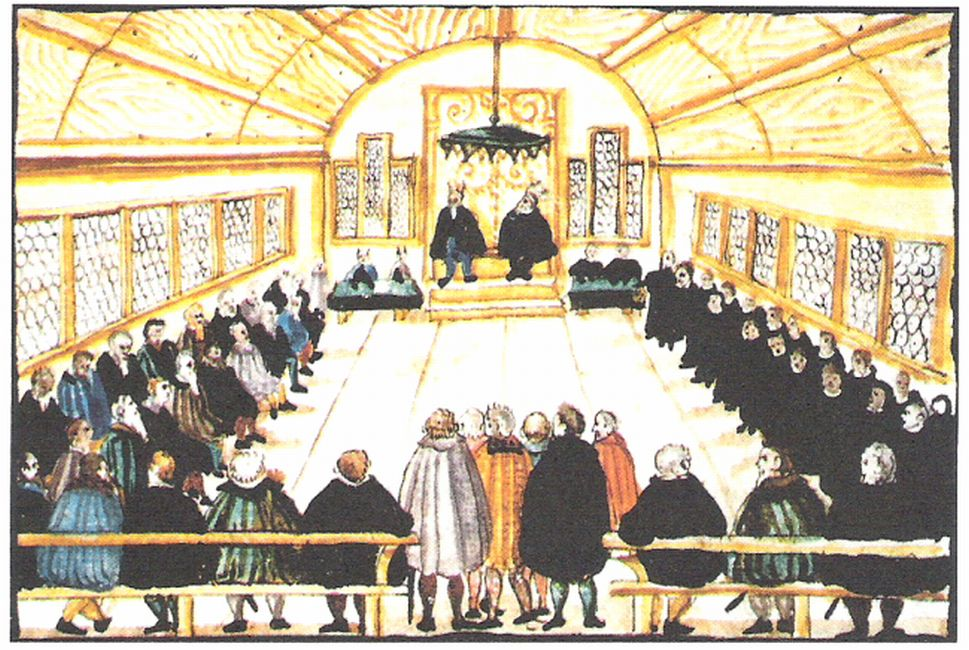
Täuferdisputation vom 17. Januar 1525 im Zürcher Rathaus, bei der Jörg Cajakob den Spitznamen Blaurock erhielt

Jörg Cajakob entstammte einer bäuerlichen Graubündener Familie. Der Name seines Vaters war Luzi Cajakob. Als junger Mann besuchte er die Lateinschule in Chur und absolvierte im Anschluss die Priesterausbildung am Seminar des Klosters St. Lucius, wo er auch die Priesterweihe empfing. Zum Sommersemester 1513 immatrikulierte er sich an der Universität Leipzig. Drei Jahre später wirkte er bereits als Vikar in Trin (Graubünden), wo er sich spätestens 1524 der reformatorischen Bewegung anschloss, dem Zölibat entsagte und in den Ehestand eintrat. Die häufig vorzufindende Behauptung, Cajakob sei Mönch gewesen, wurde bereits 1939 untersucht und widerlegt.
Ende 1524 (Anfang 1525 ?) reiste Cajakob in Begleitung seiner Ehefrau nach Zürich, um Ulrich Zwingli aufzusuchen. Das Geschichtbuch der Hutterischen Brüder vermerkt dazu:

«Der [Cajakob] ist auch zum Zwingel [Zwingli] erstlich kommen und von Glaubenssachen viel mit ihm gehandlet und geredt, aber nichts ausgerichtet. Da ward ihm gesagt, dass andere Männer da sein, die eifriger sein dann der Zwingel. Welchen Männern er fleißig nachgefragt und ist zu ihnen kommen, nämlich zum Konrad Grebel und Felix Mantzen, und hat mit ihnen geredt und sich erspracht Glaubenssachen halb. Sein auch der Sachen eins wurden miteinander […]»

Die beiden im Zitat genannten Namen verweisen auf einen Kreis von Prototäufern, zu dem neben Grebel und Manz auch Simon Stumpf, Heinrich Aberli, Lorenz Hochrütiner und Bartlime Pur gehörte. Bei einem Verhör berichtete Heinrich Aberli, dass der Castelberger Lesekreis aufgrund eines besonderen Wunsches zustande gekommen sei. Er selbst, Hochrütiner, Ininger und Pfister (= Pur) hätten das Anliegen gehabt, sich in der evangelischen Lehre und insbesondere in den Schriften des Apostels Paulus gemeinsam weiterzubilden. Daraufhin habe man nach einem geeigneten Lehrer gesucht und sei bei der Suche auf Andreas Castelberger, einen theologisch gebildeten Buchhändler, gestoßen. Insbesondere Grebel und Manz hatten sich ursprünglich im engen Umkreis von Zwingli befunden, sich dann aber wegen dessen zögerlichen Haltung bei der Durchsetzung der Reformation von ihm zunehmend distanziert und waren nach einer öffentlichen Disputation im Oktober 1523 in einen schroffen Gegensatz zu ihm getreten. Zwar war noch in der ersten Dezemberhälfte 1524 ein Versuch unternommen worden, diesen Gegensatz zu überbrücken, jedoch erfolglos, wie die wohl von Felix Manz verfasste Protestation und Schutzschrift zeigt, die Ende Dezember 1524 oder in der ersten Januarhälfte 1525 erschien.
In dieses geistliche Umfeld begab sich Jörg Cajakob nach den für ihn ergebnislosen Gesprächen mit Zwingli. Mit Manz und Grebel verband ihn «in reiner Forcht Gottes» die Erkenntnis, dass «man aus göttlichem Wort und Predig ein rechten, in der Lieb tätigen Glauben müsst erlernen und auf dem erkannten und bekannten Glauben den recht christlichen Tauf» empfangen müsse.
Jörg Cajakob nahm auch als Zuhörer an der vom Zürcher Rat für Dienstag, den 17. Januar 1525, einberufenen öffentlichen Disputation teil. Sie wird in der Täuferforschung als 1. Zürcher Täuferdisputation bezeichnet und fand im Rathaussaal der Stadt Zürich statt. Auf der Tagesordnung stand die Tauffrage. Als Gegner der Säuglingstaufe trat neben Grebel und Manz auch Wilhelm Reublin auf. Die Befürworter waren durch Zwingli und weitere Theologen repräsentiert. Während des Streitgesprächs meldete sich auch Cajakob aus dem Publikum heraus zu Wort und legte in einem kurzen Votum seine Ansichten dar. Bei dieser Gelegenheit erhielt Jörg Cajakob auch seinen Spitznamen, unter dem er in der Folgezeit bekannt wurde. Irgendjemand erkundigte sich nach dem Redner und erhielt die Antwort: «Der da im blauen Rock!» Andere hörten es und nannten ihn seitdem Blaurock.

## Die Gründung der ersten Täufergemeinde

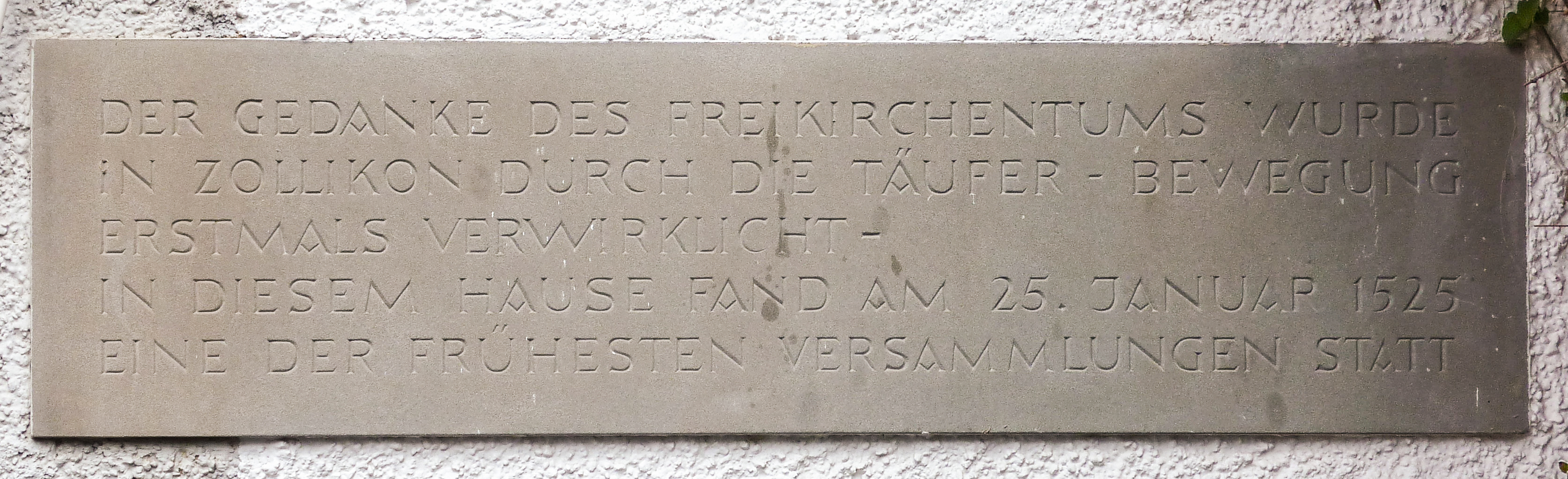
Diese Tafel erinnert an einen von Blaurock und Manz gehaltenen Gottesdienst in Zollikon.

Vier Tage nach der Täuferdisputation erließ der Zürcher Stadtrat eine Verordnung, dass alle Kinder spätestens acht Tage nach ihrer Geburt zu taufen seien. Wer dieser Anordnung nicht Folge leiste, sollte außer Landes verwiesen werden. Noch am Abend dieses Tages – es war Samstag, der 21. Januar 1525 – versammelte sich der Grebelsche Kreis im Haus der Mutter von Felix Manz. Unter ihnen war auch Jörg Blaurock. Nach einer längeren Gesprächs- und Gebetszeit kam es zur Gründung der ersten Täufergemeinde. In der bereits erwähnten Chronik der hutterischen Brüder ist ein Bericht über den Verlauf dieser Zusammenkunft erhalten. Die Chronik berichtet, dass „die Angst begann und auf sie kam und dass ihre Herzen bedrängt wurden“. Nach einem Gebet trat Jörg Blaurock vor Konrad Grebel hin und bat diesen, ihn zu taufen. Grebel kam dieser Bitte sofort nach. Danach taufte Blaurock seinerseits die anderen Versammlungsteilnehmer. Nach John A. Moore waren diese Ereignisse „die Geburtsstunde der Täuferbewegung“ und der „ganzen Freikirchenbewegung wie wir sie heute kennen“.
Nur wenige Tage nach dieser denkwürdigen Taufhandlung waren Grebel, Manz und Blaurock (etwas später auch Wilhelm Reublin und Johannes Brötli) im nahe bei Zürich gelegenen Zollikon unterwegs. Konrad Grebel und Felix Manz – so ist in einer protokollierten Zeugenaussage zu lesen – seien hier „alle morgen unnd abent in etliche hüser glouffen“. Am 25. Januar 1525, einem Mittwoch, fand im Haus des Rudi Thoman ein Abendessen statt, aus dem sich eine von Blaurock dominierte gottesdienstliche Veranstaltung entwickelte. Ihr Ablauf wird relativ ausführlich im bereits zitierten Ratsprotokoll beschrieben. Danach begann die Versammlung mit einer Schriftlesung, an die sich in schlichter Form eine Abendmahlsfeier anschloss. Blaurock brach dabei das Brot „ze stuken“ und stellt auch ein „gschir mit win“ auf den Tisch. Vor der Austeilung erfolgten eine Reihe von Mahnungen, die sich auf die Voraussetzungen zur Teilnahme an der Mahlfeier bezogen. Unter anderem sagte Blaurock: „Wer da gloubt, das inn gott mit sinem sterben und roßenfarbenn bluott erlöst habe [...], der kome und eße mit mir ab dem brott und drincke mit mir von disem win.“ In diesem Zusammenhang erhob sich ein Anwesender und bekannte unter Tränen seine Sünden. Er wurde daraufhin von Blaurock gefragt, ob er die Gnade Gottes begehre. Nachdem er diese Frage bejaht hatte, taufte ihn der ebenfalls anwesende Felix Manz, in dem er mittels einer Schöpfkelle Wasser über sein Haupt goss und dabei die trinitarische Taufformel aussprach. Nachdem noch ein weiterer Anwesender sich hatte taufen lassen, wurde die unterbrochene Abendmahlsfeier zu Ende geführt. Während im „reformierten“ Zürich auf einen Ratsbeschluss hin die evangelische Abendmahlsfeier erst zu Ostern 1525 genehmigt wurde, hatten Blaurock und die anderen Täufer mit ihrem Abendmahlsgottesdienst vom 25. Januar 1525 schon Monate zuvor die radikale Trennung von der römisch-katholischen Tradition vollzogen. Nachdem sie sich bereits durch ihre Taufen gegen obrigkeitliche Beschlüsse gestellt hatten, sprachen sie nun mit ihrer „evangelischen“ Abendmahlsfeier dem Staat ein zweites Mal das Recht ab, in geistlichen Dingen zu entscheiden. Damit – so Fritz Blanke – trat 1525 in Zollikon die erste protestantische Freikirche in Erscheinung.

## Weitere Entwicklungen

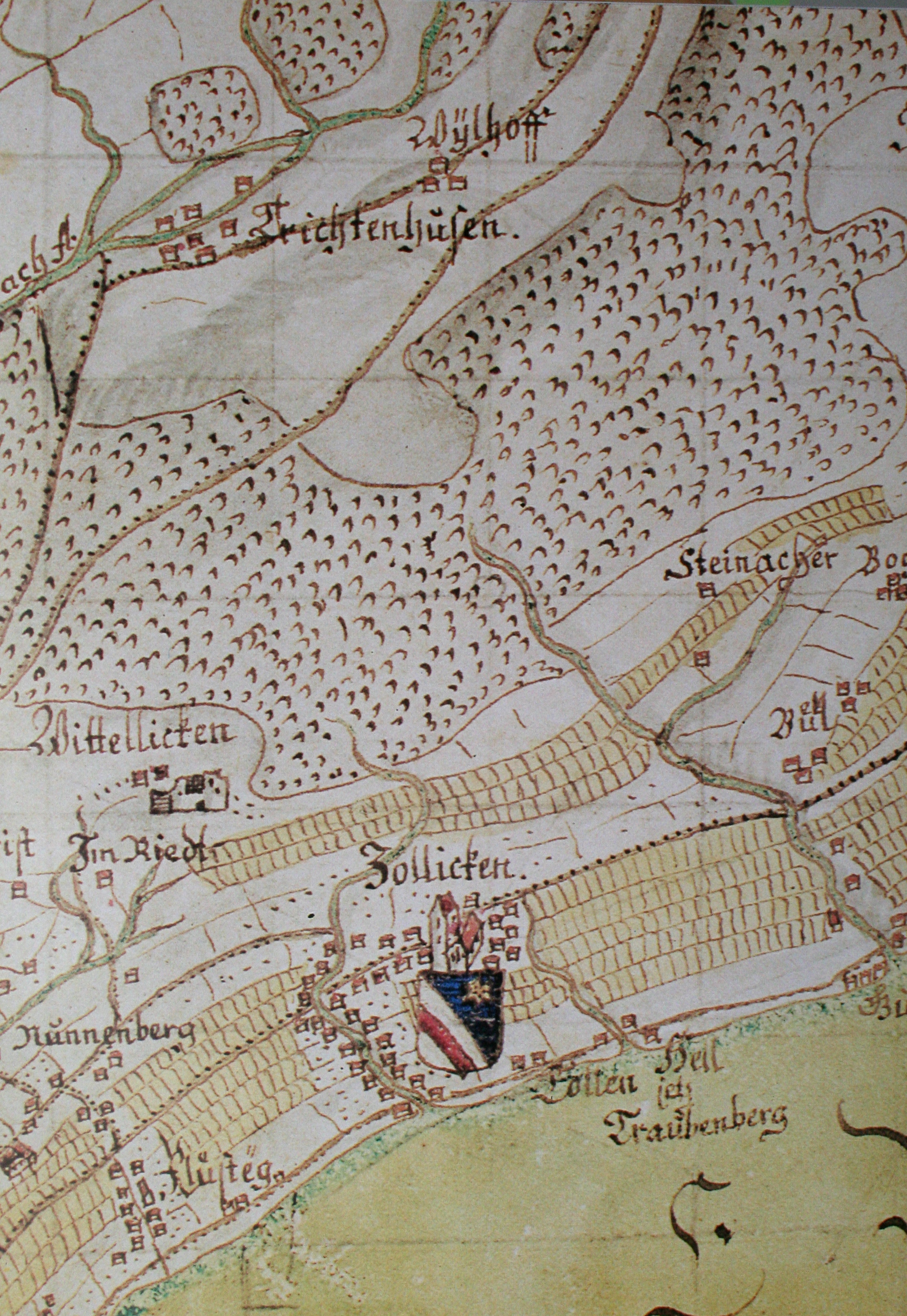
Zollikon auf einer Landkarte von 1667 – In der dort eingezeichneten Kirche forderte Blaurock am 29. Januar 1525 für sich die Kanzel.

Die Bewegung breitete sich innerhalb kurzer Zeit aus und erreichte bereits wenige Tage nach dem Gottesdienst im Haus Thomann die umliegenden Ortschaften Witikon, Höngg und Küsnacht. Allein in Zollikon ließen sich mehr als 30 Einwohner taufen – rund ein Drittel der freien Bauern. Am Sonntag, dem 29. Januar 1525, erschien Blaurock in der Zollikoner Kirche und forderte während des Gottesdienstes den Gemeindepfarrer Nicolaus Billeter auf, die Kanzel freizugeben. Der Pfarrer – so Blaurock – habe keine göttliche Berufung, das Evangelium zu predigen. Dieser Eklat, der vom Zollikoner Untervogt beendet wurde, hatte seine Folgen. Am nächsten Tag erschien die Zürcher Polizei in Zollikon und verhaftete außer Blaurock und Manz auch alle, von denen man wusste, dass sie mit den Täufern in Verbindung stehen. Die Gefangenen wurden in das Zürcher Augustinerkloster verbracht und ausführlich verhört. Während die meisten Gefangenen gegen Zahlung einer Bürgschaft von 1000 Gulden wieder auf freien Fuß gesetzt wurden, verblieben Blaurock und Manz noch bis zum 18. Februar im Gefängnis. In den in dieser Zeit erfolgten Verhören bekannte Blaurock, dass er der erste gewesen sei, der die Gläubigentaufe empfangen habe; auch habe er am „Heiligen Nachtmahl“ teilgenommen und zwar in einer Weise, wie sie von Christus befohlen worden sei. Mit dem Hinweis, dass man sie später zu weiteren Verhören vorladen und sie Zwingli gegenüberstellen werde, entließ man Blaurock und Manz aus der Untersuchungshaft. Ein Widerruf ihrer Auffassungen war zu diesem Zeitpunkt noch nicht gefordert worden.
Nach seiner Freilassung kehrte Blaurock nach Zollikon zurück, um die begonnene Missionsarbeit fortzusetzen. Dabei predigte und taufte er vor allem in Häusern der Zollikoner Bauern. Im Haus des Hans Murer sollen sich bei solch einer Versammlung an die 200 Menschen versammelt haben. Unter den Täuflingen waren auch die Ehefrau und die Tochter des Bürgermeisters Blüwler. Die von Blaurock und anderen ausgelöste Bewegung blieb nicht ohne Reaktion seitens des Zürcher Rates. Für den 20. März setzte er eine weitere Täuferdisputation, die zweite nach dem 17. Januar 1525, an. Als Ort des Treffens, zu dem diesmal nur ein kleinerer Kreis von Disputanten eingeladen war, diente das Zürcher Rathaus. Dieses Mal gehörte Blaurock zu den Sprechern der Täuferfraktion. Ihm gegenüber stand Zwingli, mit dem er im Verlauf der Debatte hart aneinandergeriet. Am 25. März erging das Urteil des Rates. Während die Einheimischen mit einer strengen Verwarnung und gegen eine Geldbuße entlassen wurden, erging gegen die Auswärtigen (frömbden), darunter „Jeorg von Chur, genant Blawrock“, ein Ausweisungsbeschluss, der unverzüglich umgesetzt werden sollte. Für Blaurock und seine Ehefrau erfolgte außerdem eine Zusatzanordnung:

«[…] daß man in un sin wyb in ein schiff setzen und gen Chur vertigen; und man sölle denen von Chur schriben, daß sie in versehen und behalten. Und im sagen, wo er wyder komme, wölle man im den lon geben, der gstalt, daß er hinfür ruwig werde sin.»

Blaurock zog nach Graubünden und sorgte in Zusammenarbeit mit Felix Manz auch hier für eine rasche Ausbreitung der Täuferbewegung. Johannes Comander, Vertreter der zwinglischen Reformation in Chur, berichtete in einem Schreiben nach Zürich über die Folgen der Missionstätigkeit der beiden Täufer. Viele Bürger Churs – so Comander – stellten sich sowohl offen als auch heimlich auf die Seite von Blaurock und Manz. Die Bewegung nahm ein solches Ausmaß an, dass sich der Churer Rat genötigt sah, Gegenmaßnahmen zu ergreifen. Die Täuferversammlungen wurden per Dekret verboten, Zuwiderhandlungen mit dem Verlust von „Leib, Ehre und Gut“ bedroht. Blaurock und Manz ließ man inhaftieren.
Der Gefängnisaufenthalt war nur von kurzer Dauer. Während Manz kurz nach seiner Inhaftierung mit einem Begleitschreiben des Churer Rates in seine Heimatstadt Zürich zurückgeführt wurde, kam Blaurock nicht lange Zeit danach wohl mit Hilfe von einflussreichen Freunden frei.

## Gefangenschaften Blaurocks
Die folgende Tabelle bietet eine zusammenfassende Übersicht über die in den vorangehenden Abschnitten erwähnten Gefängnisaufenthalte Jörg Blaurocks. Die angegebenen Daten sind, sofern nicht anders vermerkt, der Blaurock-Biographie Der starke Jörg entnommen.
| Zeit                                       | Ort                                                                  | Grund der Verhaftung                                            | Mitgefangene                                 | Anmerkungen | Beendigung der Haft |
| ------------------------------------------ | -------------------------------------------------------------------- | --------------------------------------------------------------- | -------------------------------------------- | --- | --- |
| 30. Januar 1525 bis 8. Februar 1525        | Augustinerkloster Zürich                                             | Kanzelbesetzung in der Zollikoner Kirche (29. Januar 1525)      | Felix Manz, 24 Bauern aus Zollikon           | Die Bauern werden gegen Zahlung einer Bürgschaft von 1000 Gulden frei gelassen. Von Blaurock und Manz wird kein Widerruf ihrer Lehre verlangt. | Freilassung |
| März 1525                                  | zunächst Augustinerkloster Zürich, dann Zürcher Gefängnis Neuer Turm | Missionstätigkeit und Taufen in Zollikon                        | 20 weitere Anhänger/innen der Täuferbewegung | Während dieses Haftaufenthaltes fand am 22. März 1525 die zweite Zürcher Täuferdisputation statt, bei der Blaurock als Wortführer auftrat.     | Ausweisung nach Chur |
| Mai 1525 (?)                               | Chur                                                                 | Missionstätigkeit, Taufen                                       | Felix Manz                                   | Manz wird als Nicht-Bündner nach wenigen Tagen in seine Heimatstadt Zürich zurückgeschickt.                                                    | Freilassung nach wenigen Wochen – wahrscheinlich mit Hilfe von Freunden                                                 |
| 8. Oktober 1525 bis 21. März 1526          | Grüningen (zunächst im Schloss, anschl. im Neuen Turm)               | Kanzelbesetzung in der Hinwiler Kirche                          | mindestens 20 Anhänger der Täuferbewegung    | Am 7. März 1526 werden Blaurock und 20 weitere Täufer zu lebenslänglicher Haft verurteilt.                                                     | Ausbruch aus dem Gefängnis                                                                                              |
| 3. (13.?) Dezember 1526 bis 5. Januar 1527 | Verhaftung in Grüningen; Haft in Zürich (Wellenberg)                 | Täuferische Lehren; Angriff auf die Geistlichkeit               | Felix Manz, zwei weitere Täufer              | Am 5. Januar 1527 wird Manz in der Limmat ertränkt, Blaurock mit Auspeitschung aus der Stadt vertrieben.                                       | Verzicht auf Todesstrafe mangels Beweisen; Auspeitschung; Stadtverweis                                                  |
| 7. Januar 1528 bis 26. Januar 1528         | Bern                                                                 | Täuferische Lehren                                              | mindestens weitere 7 Täufer                  | Die Gefangennahme geschah während eines öffentlichen Streitgesprächs über die Einführung der Reformation. Auch Zwingli war anwesend.           | Freilassung mit Ankündigung der Todesstrafe bei weiteren täuferischen Aktivitäten auf Berner Gebiet.                    |
| 1. Quartal 1529 bis ?                      | Appenzell                                                            | Täuferische Lehren, Taufen                                      | ?                                            | Über diese Gefangenschaft ist weiter nichts bekannt.                                                                                           | Freilassung, Landesverweis                                                                                              |
| ? April 1529 bis ? April 1529              | Appenzell                                                            | Täuferische Lehren, Taufen                                      | ?                                            | Die Appenzeller Behörden nahmen Kontakt mit Zürich auf, um nähere Informationen über Blaurock zu erhalten.                                     | Freilassung, Landesverweis mit Ankündigung der Todesstrafe bei weiteren täuferischen Aktivitäten auf Appenzeller Gebiet |
| 19. August 1529 bis 6. September 1529      | Gufidaun (Schloss Summersberg) bei Klausen                           | Täuferische Lehren, Taufen, Bruch der priesterlichen Gelöbnisse | Hans Langegger                               | Die Verurteilung fand aufgrund des sogenannten Wiedertäufermandats statt.                                                                      | Hinrichtung (Scheiterhaufen)                                                                                            |

## Werke (Auswahl)
Blaurock machte sich auch als Liederdichter einen Namen. Im Ausbund, dem ältesten Gesangbuch der Täuferbewegung, finden sich zwei Blaurock-Lieder:
- Gott führt ein recht gericht und niemand mag´s ihm brechen – Im Ausbund wird dem Blaurock-Lied folgender Hinweis vorangestellt: „Dies Lied hat gemacht Jörg Blawrock, der ersten Brüder einer, im Echtzland verbrandt Ann. 27. Im Dannheuser Thon.“
- Herr Gott, dich will ich loben von jetzt bis an mein End – Dieses Lied kommentieren die Herausgeber des Ausbunds mit folgender Anmerkung: „Diss Lied hat Jörg Blawrock gemacht, zu Clausen im Etschland mit einem, Hans von der Reue genandt, verbrant An. 1528. Im Thon wie man die Tagweiß singt.“

Philipp Wackernagel verzeichnet die beiden Lieder in seinem bekannten fünfbändigen Werk Das deutsche Kirchenlied.